# Parc national des Guadalupe Mountains
Le parc national des Guadalupe Mountains (en anglais : Guadalupe Mountains National Park) se trouve à l'ouest de l'État du Texas, aux États-Unis. Il a été fondé en 1972 et couvre environ 350 km2. Il jouxte au nord la Lincoln National Forest et le parc national des grottes de Carlsbad, dans l'État voisin du Nouveau-Mexique, où se trouvent les grottes de Carlsbad et la grotte de Lechuguilla.

## Description
Il comprend le pic Guadalupe, le plus haut sommet du Texas avec 2 667 mètres. La chaîne des Guadalupe Mountains est bordée au nord par Four Mile Canyon, à l’est par la vallée de la rivière Pecos, et à l’ouest par Piñon Creek, Big Dog Canyon, Valley Canyon, Middle Dog Canyon et West Dog Canyon. Le parc, assez diversifié, recouvre des zones désertiques, des canyons et, au-dessus de 2 000 mètres, des zones alpines. Les dunes de sable de gypse se trouvent sur le côté ouest du parc, près de Dell City. La seule eau de surface importante est le ruisseau McKittrick, dans le canyon McKittrick, qui émerge du côté est du massif, juste au sud de la frontière du Nouveau-Mexique.
En 1978, le Congrès des États-Unis a désigné 190 km2 du parc comme une zone sauvage (la Guadalupe Mountain Wilderness).

## Écologie
Trois grands écosystèmes sont contenus dans le parc. Le désert de Chihuahua présente des marais salants, des buissons de créosote et du mesquite à miel sur le côté ouest du parc, avec de basses altitudes sur le côté est couvertes de prairies, de pins pinyon et de genévriers. L’intérieur des canyons, y compris McKittrick, Bear et Pine Springs Canyon, présente de l’érable à grandes dents, du frêne, du chêne chinkapin et d’autres arbres à feuilles caduques alimentés par des sources alimentées par des ruisseaux de montagne. Enfin, les zones alpines situées à plus de 2 100 m au-dessus du niveau de la mer contiennent des forêts de pins ponderosa, de pins de l’Arizona, de pins blancs du sud-ouest, de pins de Douglas, de genévriers alligators et de petits peuplements de peupliers faux-trembles. Le parc abrite plus de 1 000 espèces de plantes, dont des cactus, des plantes succulentes, des fleurs sauvages, des graminées et des arbustes.
La chaîne contient de nombreux grands systèmes de grottes, y compris les cavernes de Carlsbad et la grotte de Lechiguilla. L’histoire de la chaîne comprend l’occupation par les anciens peuples indiens Pueblo et Mogollon, ainsi que par les Apaches et divers hors-la-loi au XIXe siècle.

## Faune

### Mammifères
Beaucoup de mammifères désertiques s'adaptent à l'environnement chaud et sec en sortant la nuit, lorsque les températures sont beaucoup plus fraîches et que les conditions ne sont pas si sèches. Les mammifères du désert nocturne incluent le renard gris, le coyote, le puma, le lynx, la mouffette, le blaireau américain et environ 16 espèces de chauves-souris. Les pécaris et les lièvres à queue noire sont observés tôt le matin ou tard dans la soirée lorsque les températures sont plus froides. Pendant les heures les plus chaudes de la journée, ces animaux trouveront une zone ombragée pour éviter la chaleur. Les lièvres (jackrabbits) et les cerfs communs utilisent leurs grosses oreilles pour énerger la chaleur de leur corps pour rester au frais. Les pécaris sont souvent vus en train de manger les tampons d'un cactus de figue épineuse. Ils obtiennent toute l'eau dont ils ont besoin pour survivre grâce aux plantes qu'ils mangent.
Les mèches sont l'un des animaux les plus fréquentés dans le parc. On les voit souvent sur les arbres et les arbustes, toujours en mouvement, se rendant moins vulnérables aux attaques de prédateurs. Le puma — rarement vu — est principalement actif la nuit. Il peut être trouvé dans l'un des écosystèmes du parc, bien qu'il préfère les zones où les cerfs sont abondants. Un puma adulte peut tuer et manger un ou deux cerfs par semaine.

### Oiseaux
Les oiseaux de ce parc comprennent le grand-duc d'Amérique, la mésange, le moineau, le pic, le vautour urubu, le grand géocoucou, le colibri, le faucon pèlerin, l’aigle royal, le troglodyte et le gros-bec.

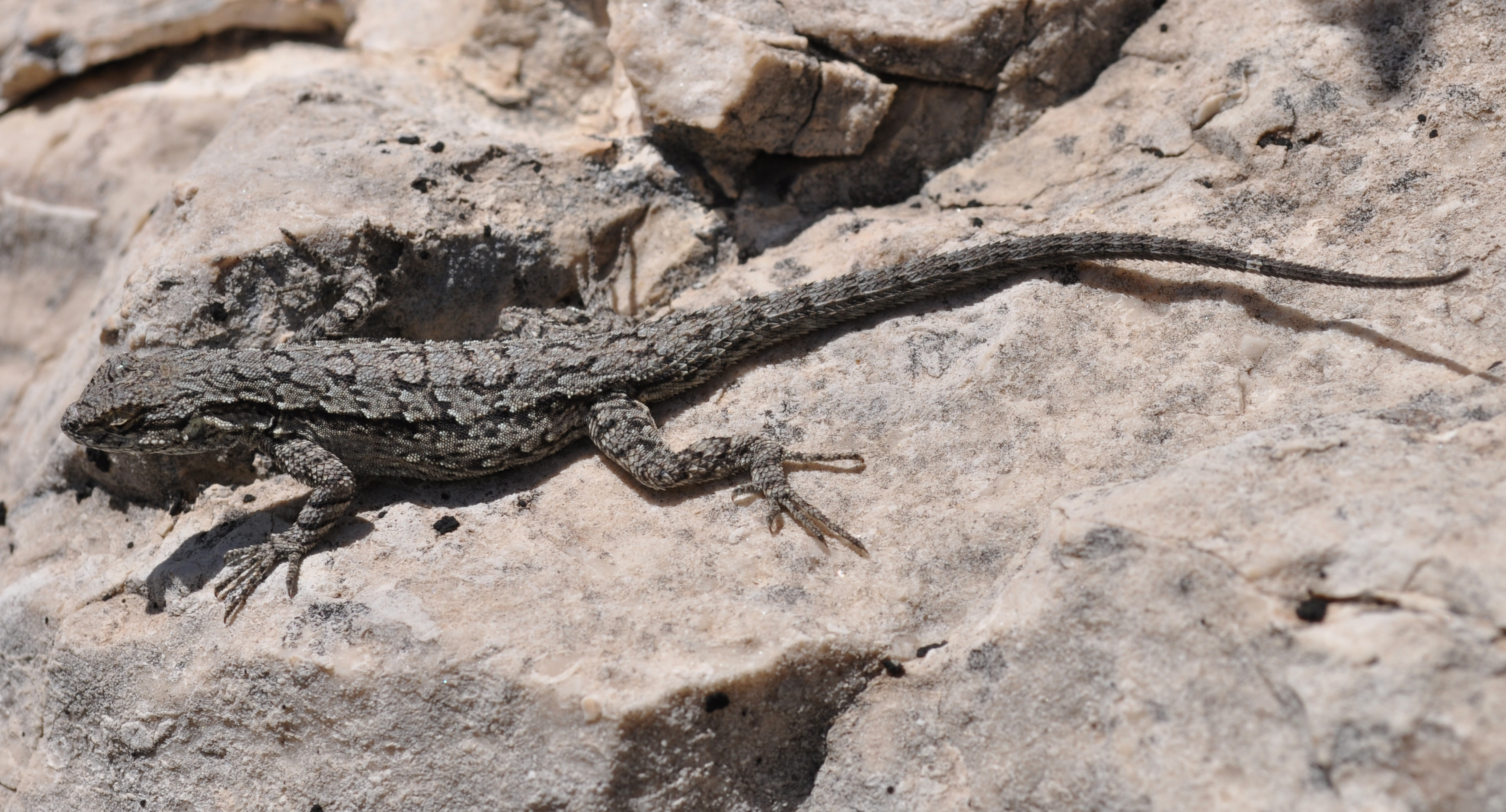
Scélopore ondulé
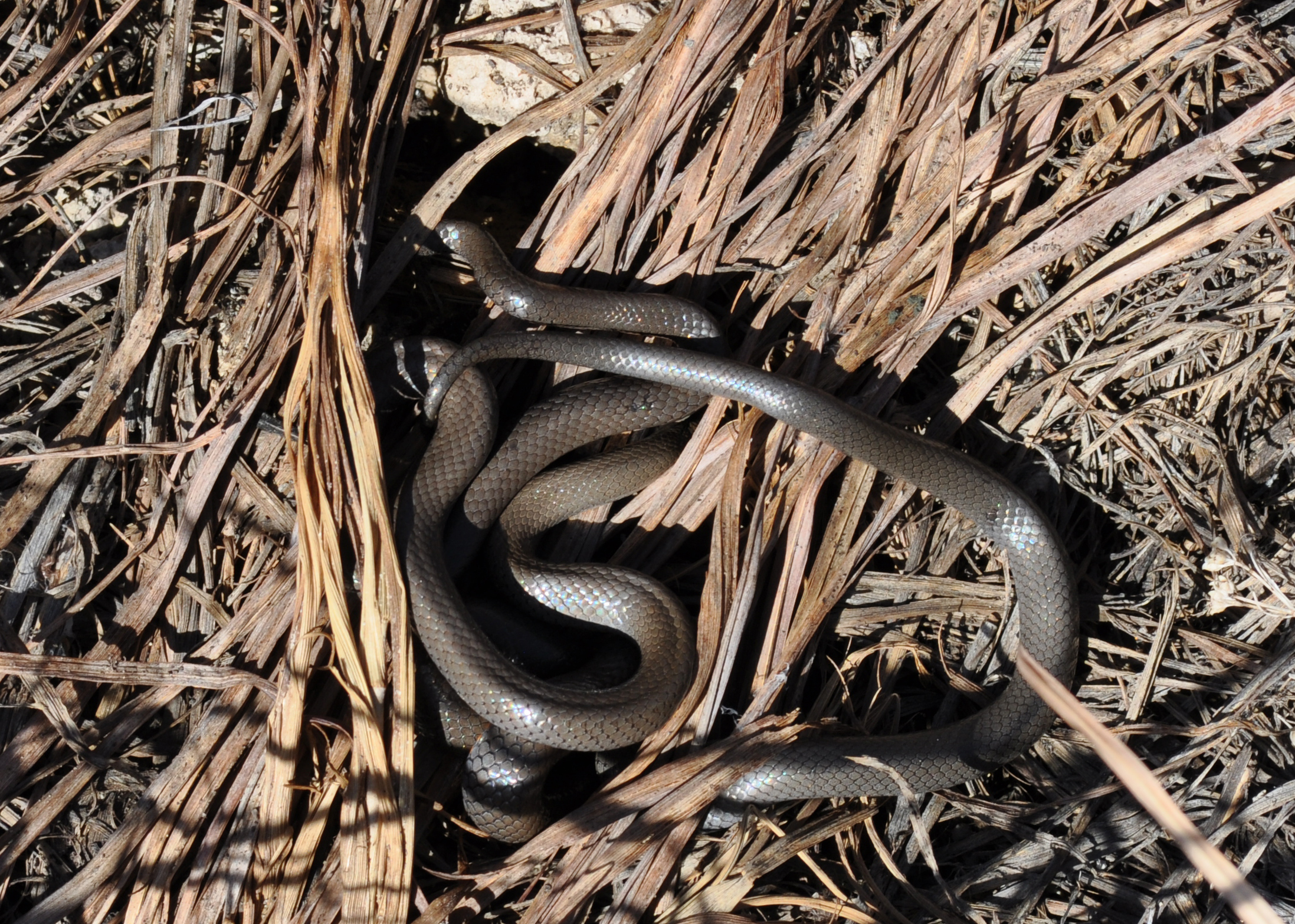
Serpents
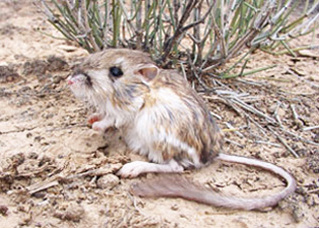
Rat-kangourou de Merriam

## Galerie

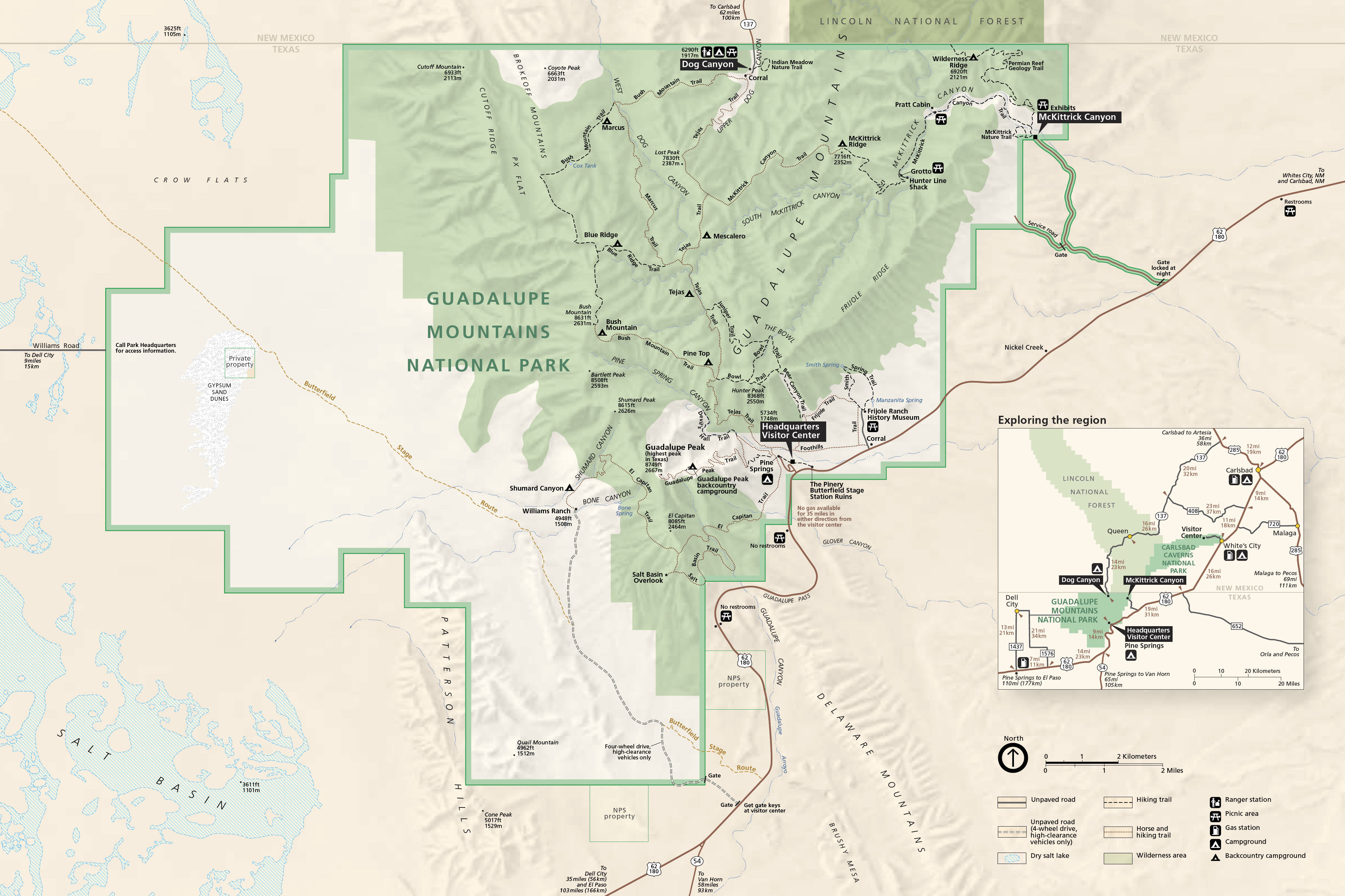
Carte du parc
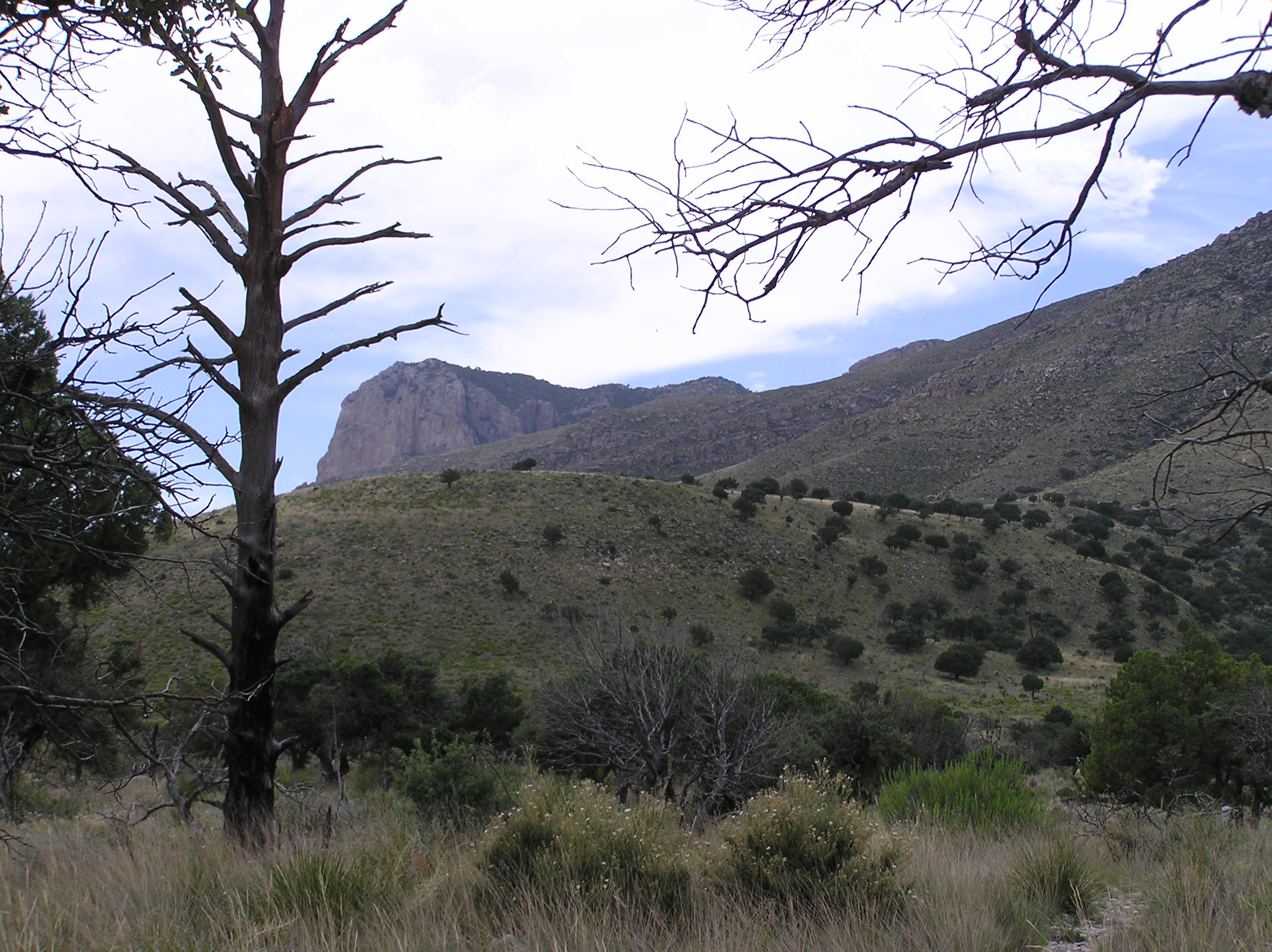
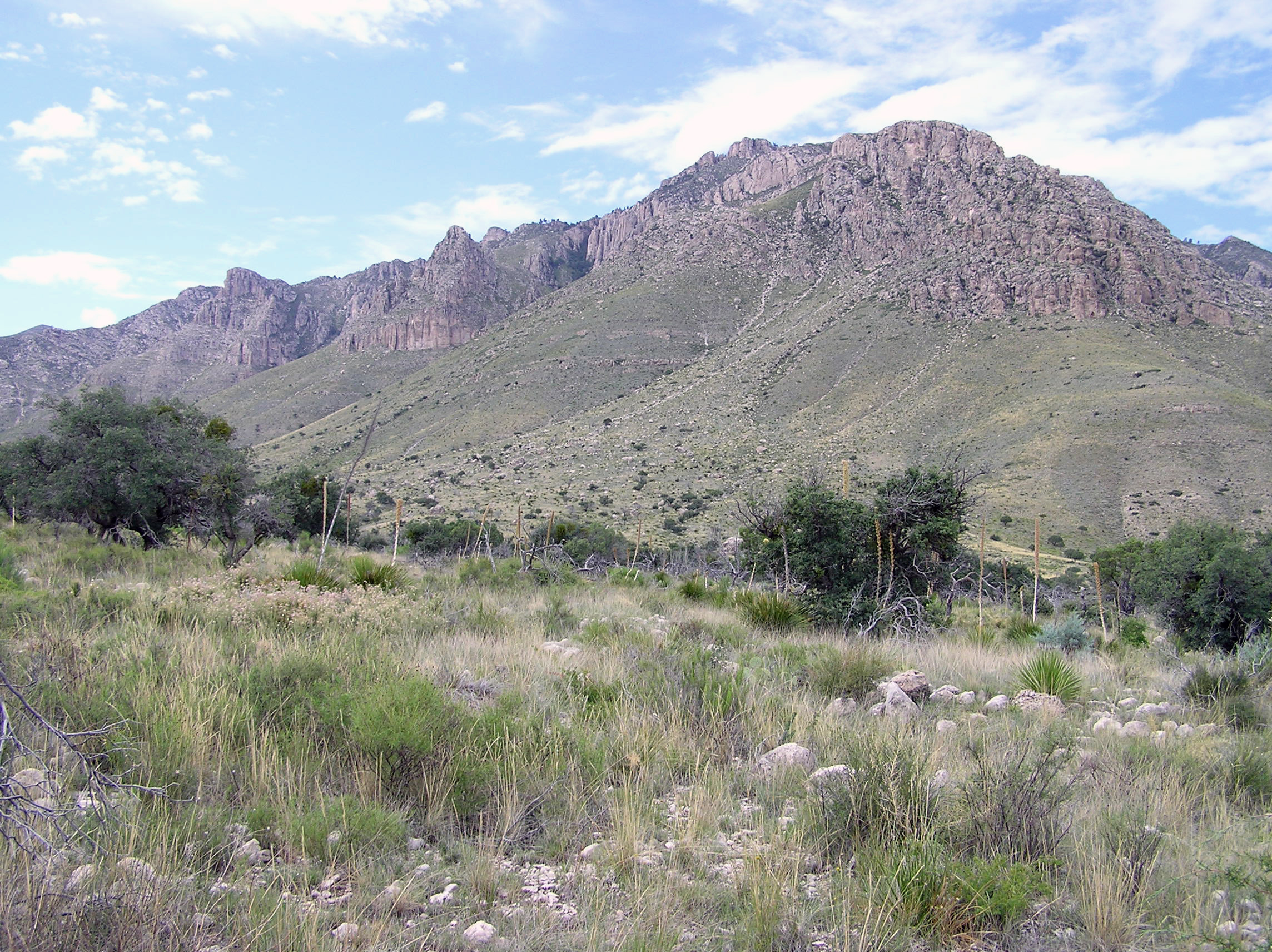
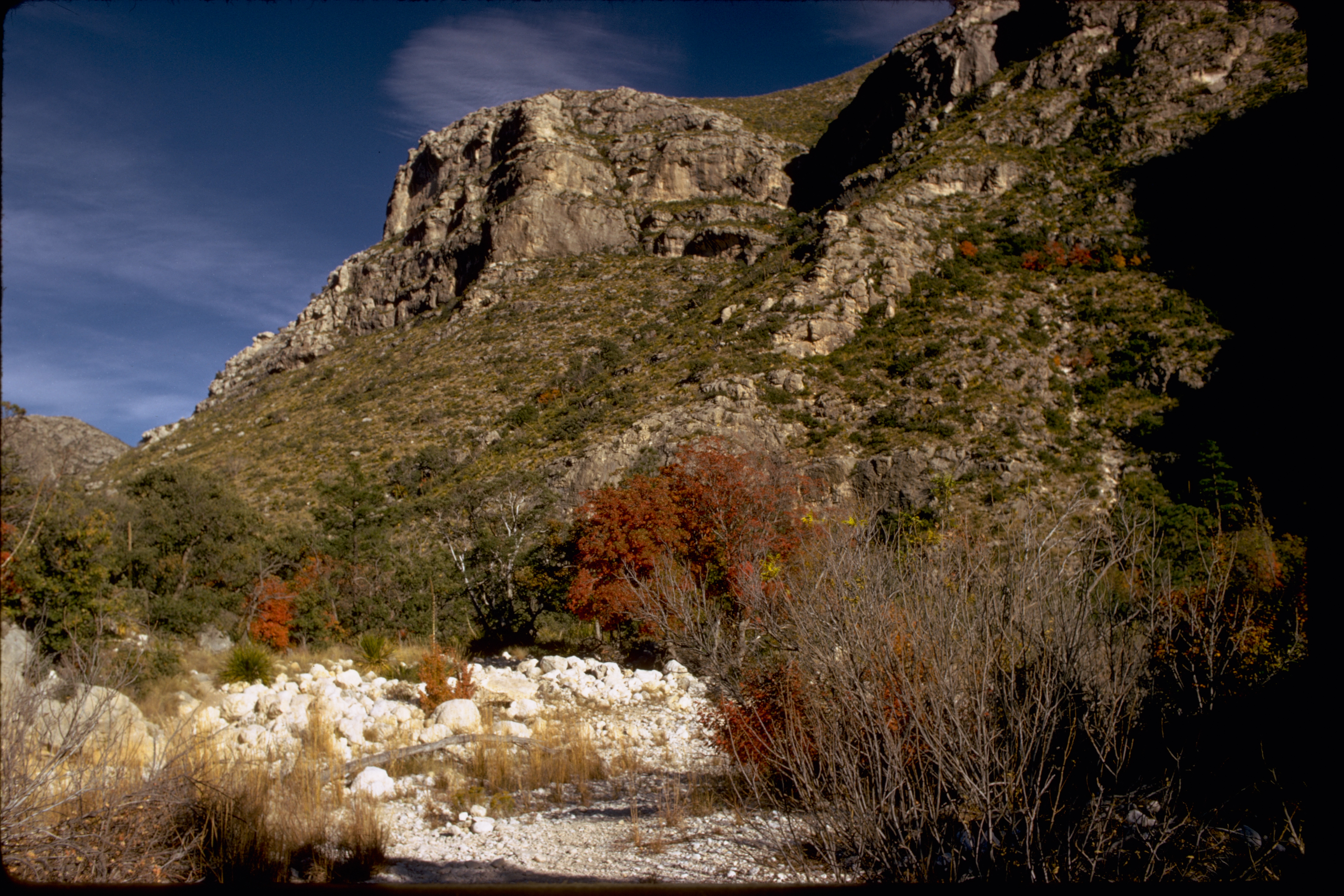
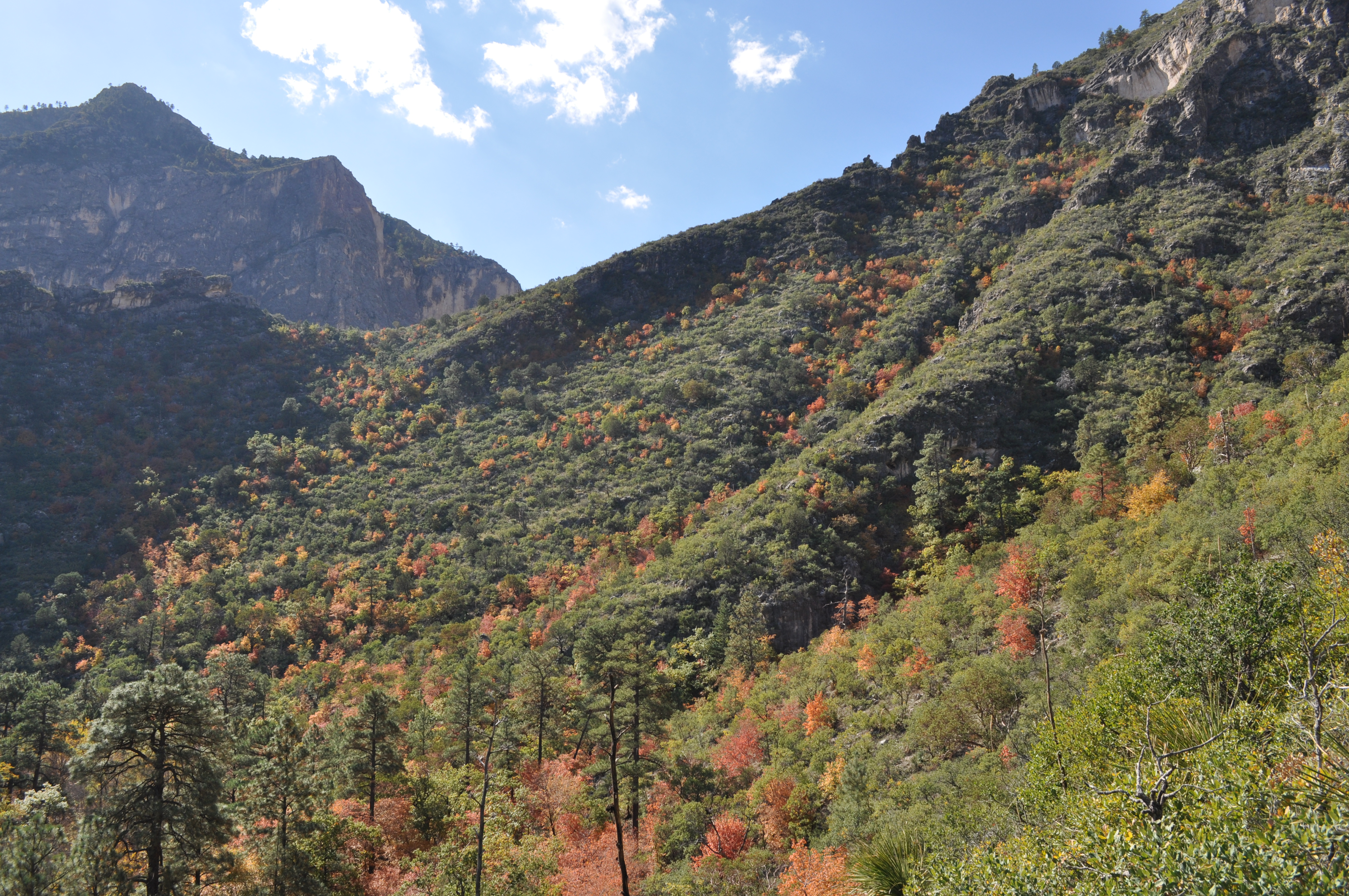
Canyon McKittrick
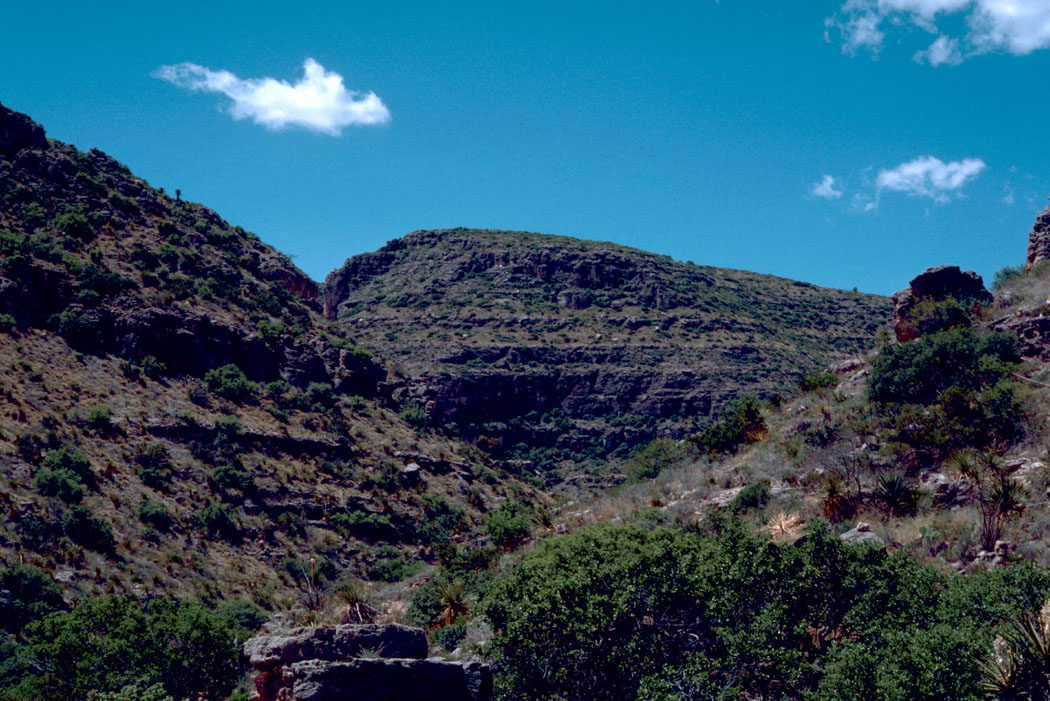
Rattlesnake Canyon
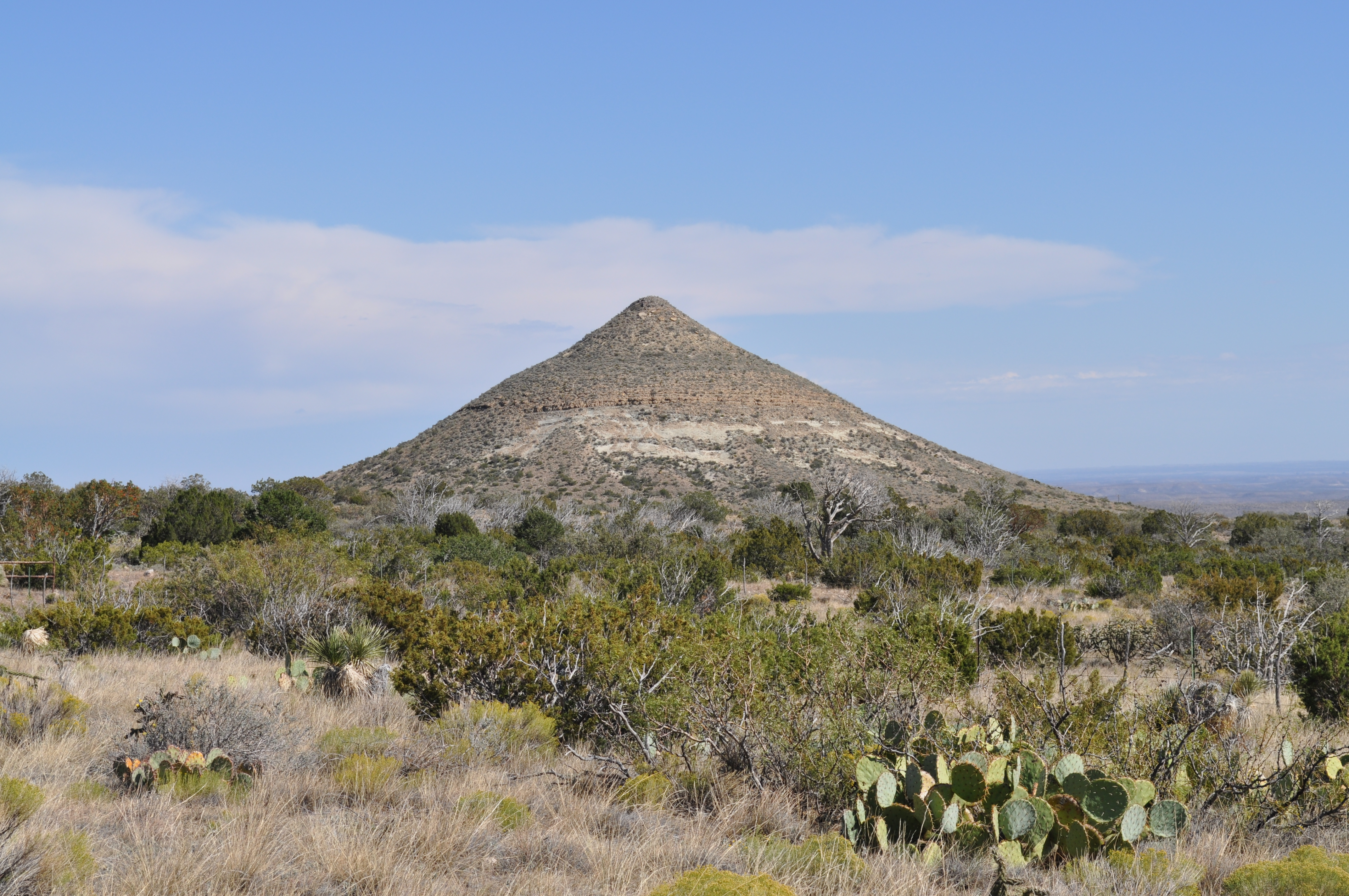
Nipple Hill
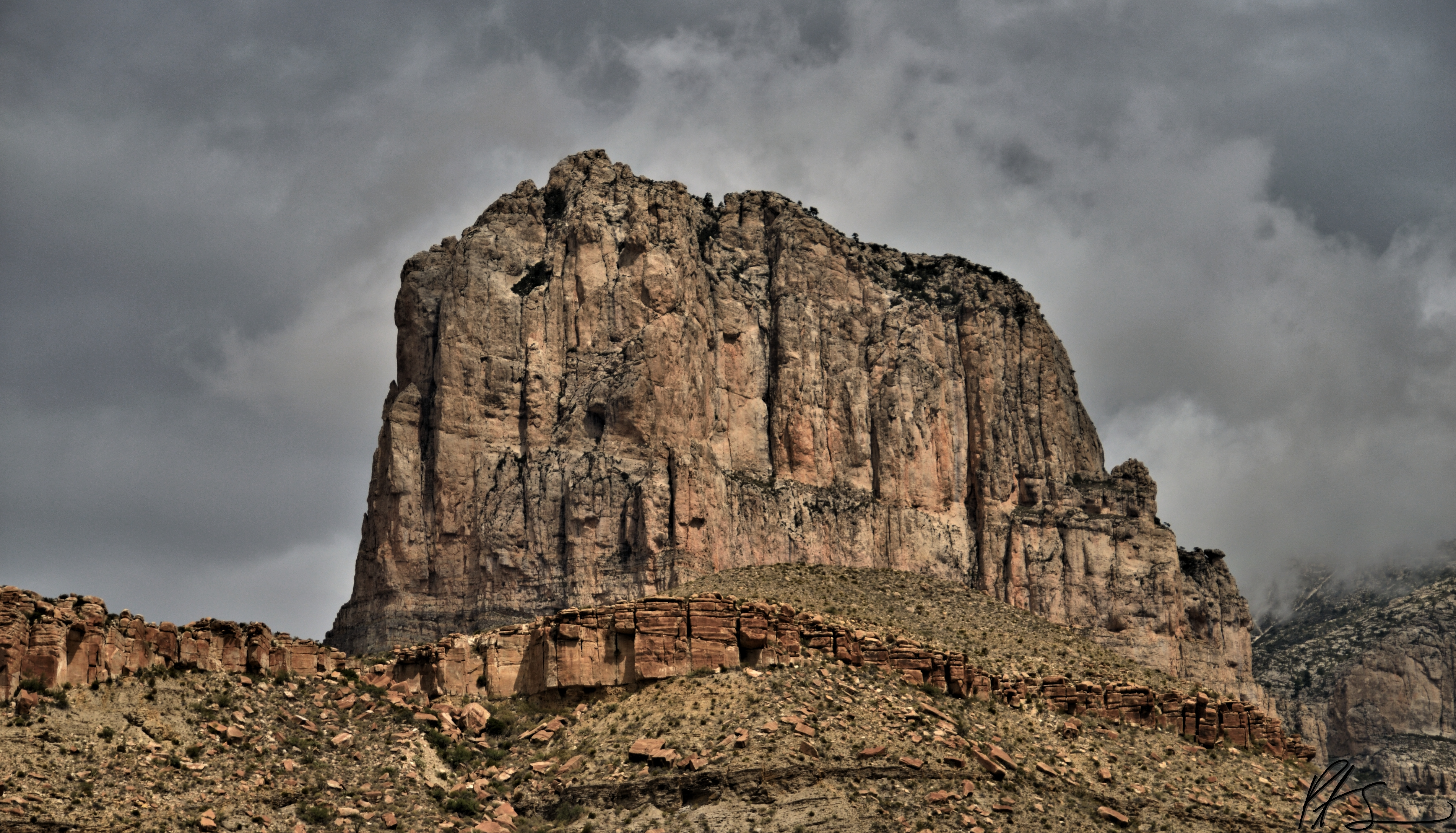
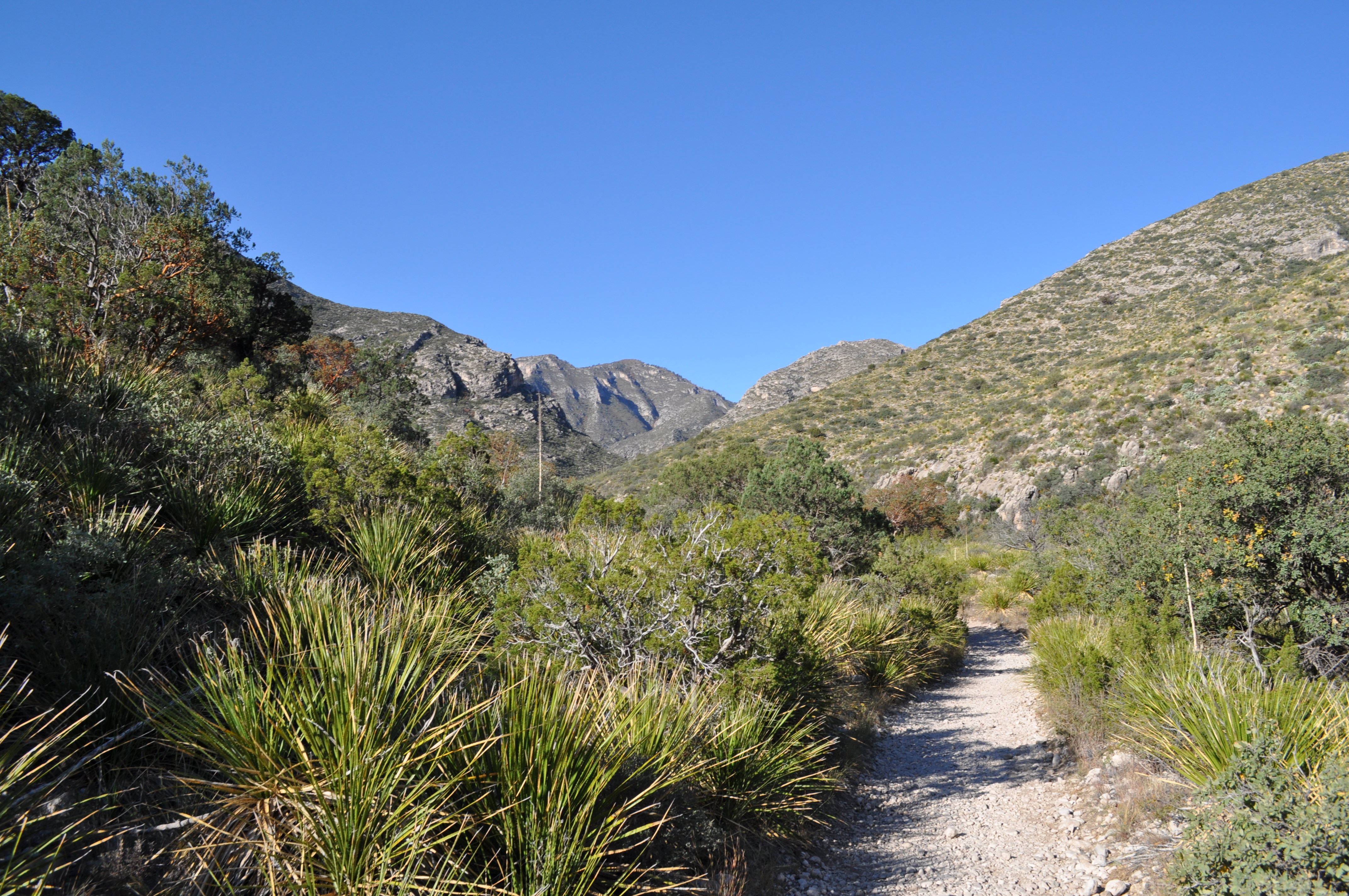
McKittrick Canyon Trail
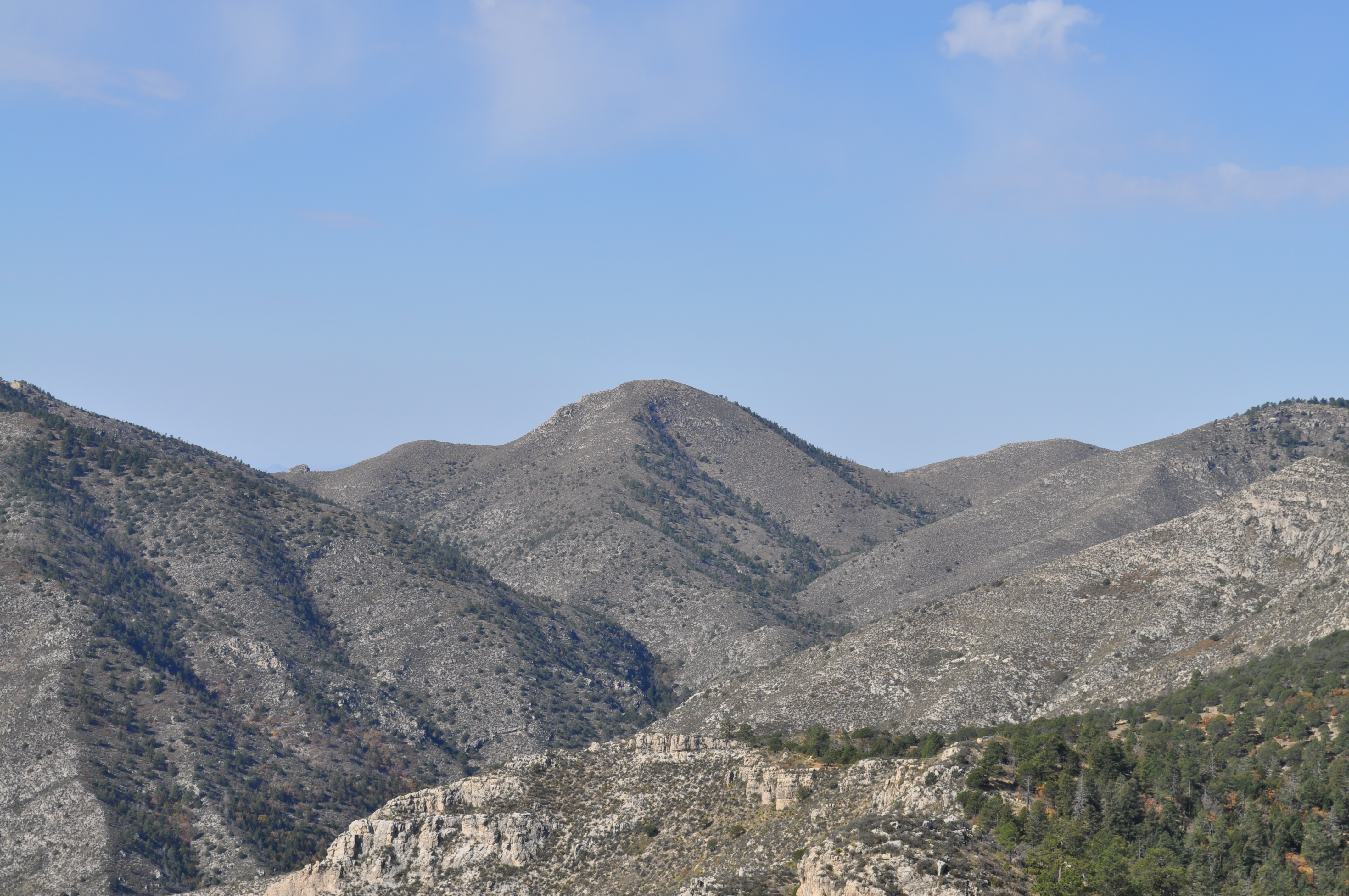
Le pic Bartlett
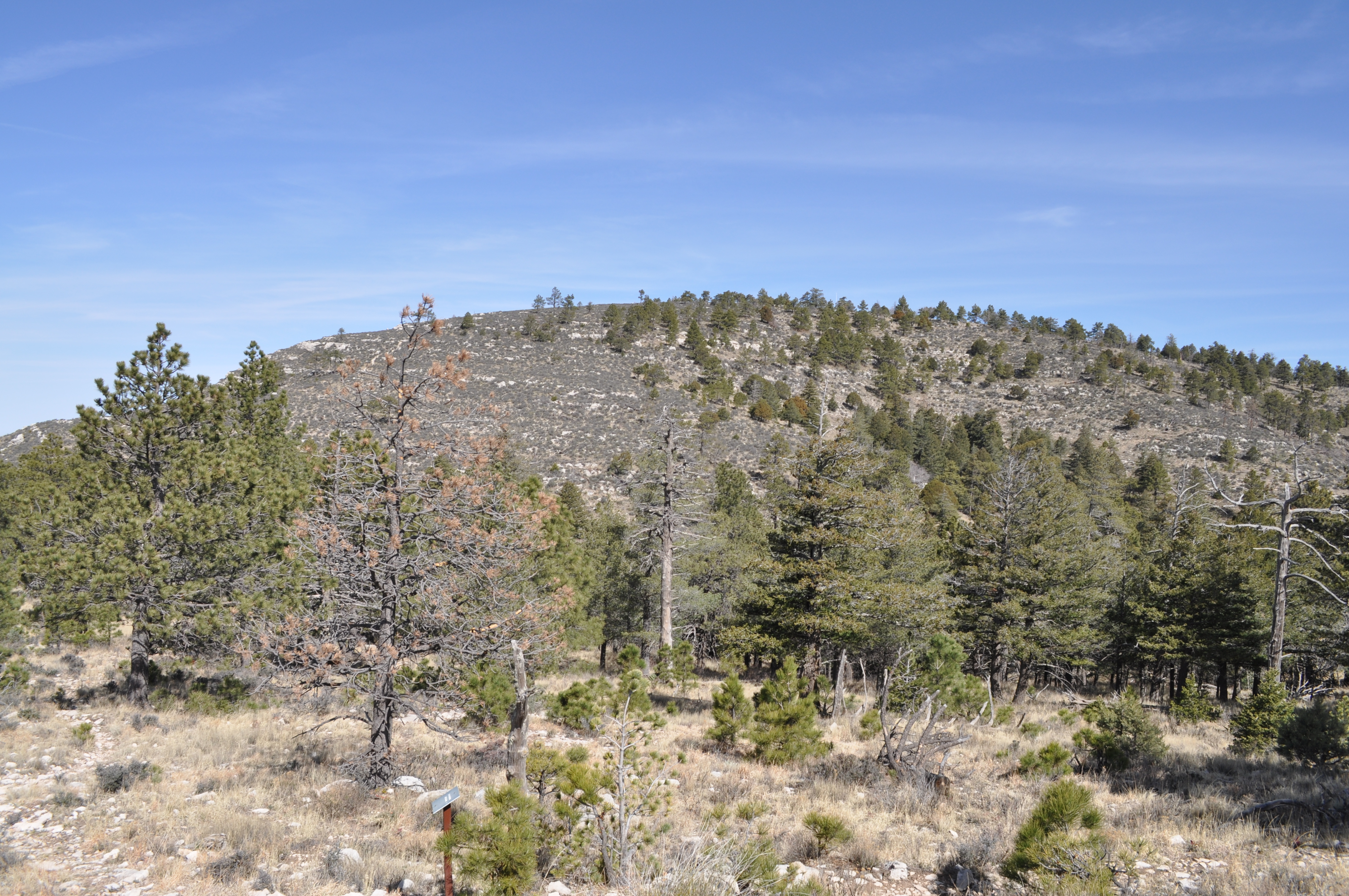
Sommet de Bush Mountain
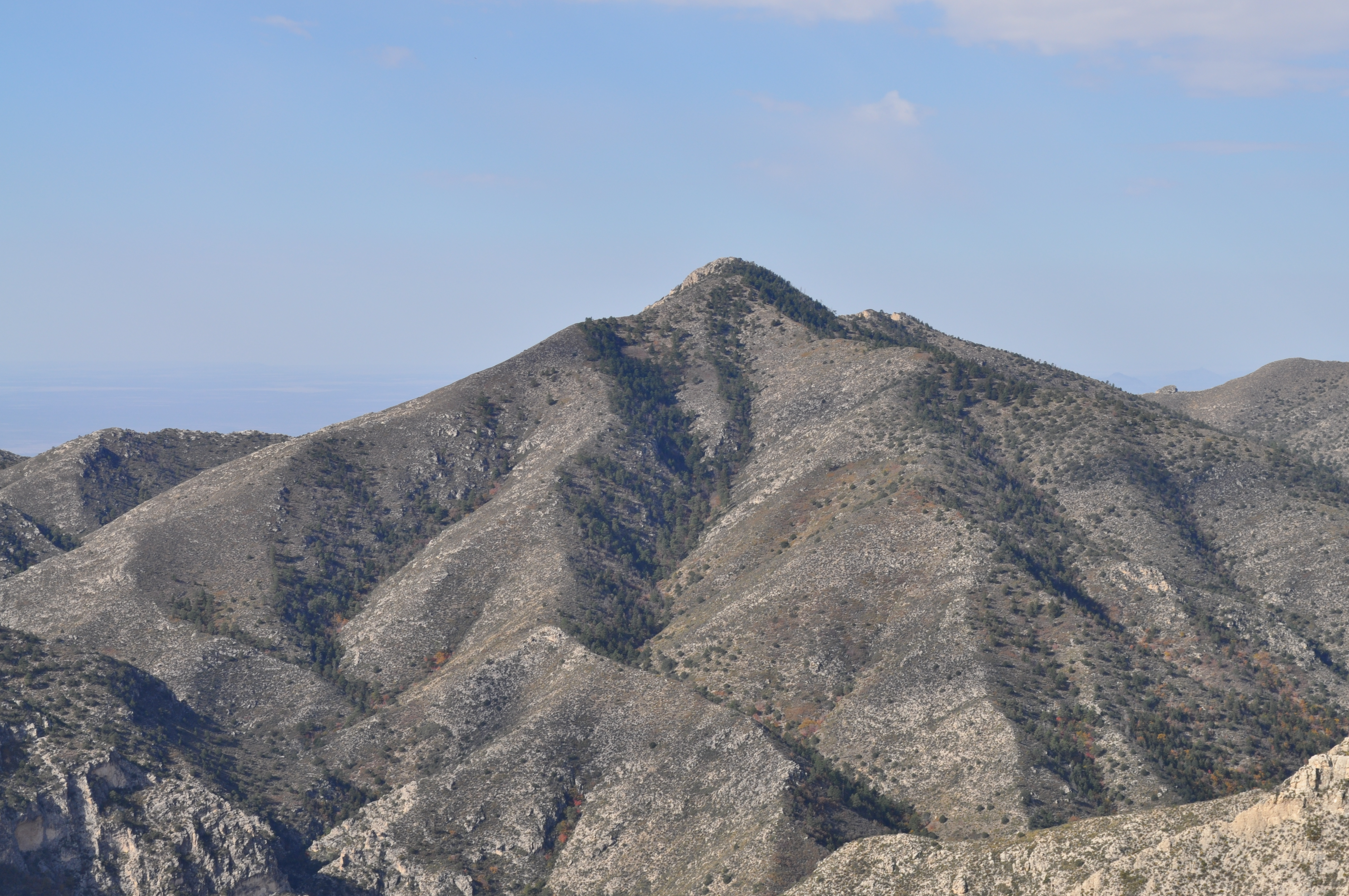
Pic Shumard.